# Tyler Cavanaugh
Tyler Robert Cavanaugh (Siracusa, Nueva York, 9 de febrero de 1994) es un baloncestista estadounidense que pertenece a la plantilla del Bahçeşehir Koleji S.K. de la BSL turca. Con 2,06 metros de estatura, juega en la posición de ala-pívot.

## Trayectoria deportiva

### Universidad
Jugó dos temporadas con los Demon Deacons de la Universidad de Wake Forest, en las que promedió 7,0 puntos y 3,2 rebotes por partido. En 2014 fue transferido a los Colonials de la Universidad George Washington, donde tras el año en blanco por la normativa de la NCAA jugó dos temporadas más, en las que promedió 17,5 puntos, 8,0 rebotes y 1,6 asistencias por partido. En 2016 ganó con su equipo el NIT, derrotando en la final a Valparaiso, siendo elegido mejor jugador del torneo.

### Profesional
Tras no ser elegido en el Draft de la NBA de 2017, fue invitado por los Atlanta Hawks para participar en las Ligas de Verano, donde jugó dos partidos en los que promedió 3,0 puntos y 5,0 rebotes. El 5 de noviembre firmó un contrato de dos vías con los Hawks, con los que debutó esa misma noche ante Cleveland Cavaliers.
El 1 de agosto de 2018, firma un contrato de dos vías con Utah Jazz para jugar también con su filial de la G League, los Salt Lake City Stars.
El 21 de julio de 2019, firma con Alba Berlin de la Basketball Bundesliga.
El 17 de julio de 2020, Cavanaugh firma con el Iberostar Tenerife de la Liga ACB.
El 15 de junio de 2021, firma por el BC Žalgiris de la LKL lituana.
El 8 de julio de 2023 firmó un contrato por un año con el Bahçeşehir Koleji S.K. de la Basketbol Süper Ligi turca.

## Estadísticas de su carrera en la NBA

### Temporada regular
| Año     | Equipo  | PJ | PT | MPP  | %TC  | %3P  | %TL   | RPP | APP | ROB | TPP | PPP |
| ------- | ------- | -- | -- | ---- | ---- | ---- | ----- | --- | --- | --- | --- | --- |
| 2017-18 | Atlanta | 39 | 1  | 13.3 | .441 | .360 | .810  | 3.3 | .7  | .2  | .1  | 4.7 |
| 2018-19 | Utah    | 11 | 0  | 3.5  | .300 | .200 | 1.000 | .7  | .1  | .0  | .0  | .8  |
| Total   | Total   | 50 | 1  | 11.1 | .432 | .351 | .826  | 2.7 | .6  | .2  | .1  | 3.8 |